# Drahanovice (tvrz)
Tvrz v Drahanovicích poblíž Náměšti na Hané je na střední Moravě vzácnou ukázkou goticko-renesanční obytné věže. Z původní tvrze se zachovala pouze 28 m vysoká věž, část hradebního opevnění a gotické sklepy ve vedlejší budově přestavěné na obytnou. Tvrz je známá též pod názvem Černá věž. Areál je chráněn jako kulturní památka.

## Historie
Trvz se zmiňuje poprvé roku 1351, ale již předtím je znám s přízviskem z Drahanovic jistý Přibík. V 15. a 16. století byla převážně v držení Drahanovských z Pěnčína nebo ze Stvolové, jimž však byl r. 1622 majetek konfiskován za účast ve stavovském povstání. V roce 1724 získali panství Winkelsbergové, kteří ho připojili k Čechám pod Kosířem. Tvrz se stala sídlem panských úředníků a ztratila význam. V 19. století zanikly zbytky tvrze, zachována zůstala pouze věž. V letech 1928–1948 patřila místnímu cukrovaru. Částečná rekonstrukce věže proběhla v letech 1970–1972.
Současný stav je výsledkem rekonstrukce z přelomu 20. a 21. století. Věž byla zpřístupněna veřejnosti v roce 2002. Expozice malého muzea týkající se archeologie a historie regionu spravuje Vlastivědné muzeum Olomouc, v horním patře je malá galerie k příležitostným výstavám.
| Rok  | Počet návštěvníků |
| ---- | ----------------- |
| 2015 | 1 598             |
| 2016 | 2 127             |
| 2017 | 2 309             |

## Architektura
Čtyřboká hranolová věž o čtyřech patrech na půdorysu 6x6 m má gotický základ. Ve 14. století měla tvrz čtyři kamenné obranné věže. Za husitských válek byla pobořena, do dalších časů se zachovala pouze jedna věž, která byla renesančně přestavěna v 16. století. Charakter věže se změnil z obranné na obytnou: byla zvětšena okna, přistavěno vnější šnekovité schodiště, věž byla zvýšena o patro. Z tohoto období pochází žebrová klenba ve 2. patře, zakončená osmiúhelným klenákem s reliéfním znakem pánů ze Stvolové. Třetí a čtvrté patro mají stropy trámové. Tehdy byla věž zdobena černobílými sgrafity, podle nichž dostala jméno Černá věž. Při barokních úpravách koncem 17. století byl obytný prostor věže v 1. patře rozšířen o další místnost a ve 3. patře přibyl prevet (záchodek). Kolem roku 1850 byla věž nově zastřešena tzv. routovou střechou.